# Марлборо (Мисури)
Марлборо (енгл. Marlborough) град је у америчкој савезној држави Мисури.

## Демографија
По попису из 2010. године број становника је 2.179, што је 56 (-2,5%) становника мање него 2000. године.
| Група             | 2000.         | 2010.         |
| Белци             | 1.739 (77,8%) | 1.679 (77,1%) |
| Афроамериканци    | 113 (5,1%)    | 178 (8,2%)    |
| Азијати           | 259 (11,6%)   | 146 (6,7%)    |
| Хиспаноамериканци | 64 (2,9%)     | 121 (5,6%)    |
| Укупно            | 2.235         | 2.179         |